# Porteiras
Porteiras este un oraș în statul Ceará (CE) din Brazilia.